# Joseph Mertens (Archäologe)

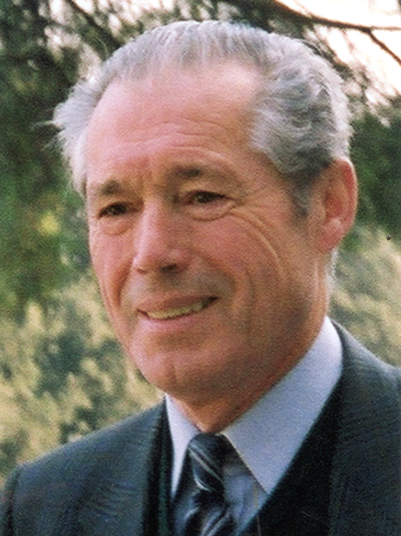
Joseph Mertens

Joseph Mertens, auch Jozef Mertens, mit vollständigem Namen Jozef Remi Mertens, (* 17. Januar 1921 in Tienen; † 1. Juli 2007 in Wezembeek) war ein belgischer Archäologe sowie Direktor der Academia Belgica in Rom, der durch seine zahlreichen   Ausgrabungen in Belgien und Italien bekannt wurde.

## Leben und Wirken
Mertens studierte an der Katholieke Universiteit Leuven, wo er 1943 sein Licentiaatsdiploma (entspricht in etwa dem Magister) in Klassischer Philologie erwarb. Im selben Jahr erhielt er auch die Lehrbefugnis für Sekundarstufen. 1945 absolvierte er sein Kandidaatsdiploma (entspricht in etwa dem Bachelor) am Höheren Institut für Archäologie und Kunstgeschichte. 1946 wurde er in Klassischer Philologie mit der Dissertation Messenien: Kunst und Geschichte, eine archäologische und topographische Synthese promoviert. 1948 erwarb er ein Licentiaatsdiploma in Klassischer Archäologie. Am Höheren Institut für dekorative Kunst Sint-Lucas in Brüssel studierte er drei Jahre dekoratives Zeichnen und Architektur.
Seine archäologischen Arbeiten begannen 1949. Er arbeitete nacheinander als Attaché, stellvertretender Konservator, Kurator und Arbeitsleiter im Ausgrabungsdienst der Königlichen Museen für Kunst und Geschichte (Dienst voor Opgravingen van de Koninklijke Musea voor Kunst en Geschiedenis) in Brüssel, später im Nationalen Ausgrabungsdienst (Nationale Dienst voor Opgravingen). Zu Beginn seiner Laufbahn war er vor allem bei den vielen Restaurierungen der im Zweiten Weltkrieg zerstörten Objekte im Einsatz. Insgesamt führte Joseph Mertens archäologische Ausgrabungen in etwa 130 belgischen Gemeinden durch. Unter anderem erkannte er das römische Kastell Oudenburg und nahm dort langjährige Forschungen vor. Er war einer der ersten belgischen Archäologen, die die Bedeutung von Luftaufnahmen für die Entdeckung archäologischer Stätten erkannten.
1955 wurde Mertens zum Dozenten an der Katholieke Universiteit Leuven ernannt. Ein Jahr später wurde er außerordentlicher Privatdozent und 1961 außerordentlicher Professor. 1978 wurde er zum ordentlichen Professor sowohl an der Katholieke Universiteit Leuven als auch an der Université catholique de Louvain befördert. 1986 wurde Mertens emeritiert. Während seiner Universitätslaufbahn und danach betrieb er auch Forschungen im Ausland, insbesondere organisierte er nach seiner Erimitierung als Direktor der Academia Belgica (1988–1993) in Rom Ausgrabungen in Alba Fucens und Ordona/Herdonia.

## Schriften (Auswahl)
- Oudenburg et le Litus Saxonicum en Belgique. In: Helinium 2, 1962, S. 51–62.
- Archéologie et photographie aérienne en Belgique. In: Bulletin de la Société francaise de photogrammétrie 1962, S. 5–8.
- La prospection aérienne en Belgique et quelques problèmes archéologiques. In: Colloque international d'archéologie aérienne. Paris 1963, S. 135–140.
- mit Andrée Despy-Meyer: La Belgique à l'époque Romaine. Service National des Fouilles, Brüssel 1968.
- mit Franz de Ruyt: Alba Fucens. Institut historique belge de Rome, Brüssel und Rom, 1969.
- mit Lucien van Impe: Het laat-Romeins grafveld van Oudenburg. Nationale dienst voor opgravingen, Brüssel 1971.
- mit Giuliano Volpe: Ordona. Institut historique belge de Rome, Edipuglia, Brüssel / Bari, 1965.
- Oudenburg and the northern sector of the continental Litus Saxonicum. In: David E. Johnston (Hrsg.): The Saxon Shore. CBA Research Report 18, London 1977, S. 51–62.
- Het laat-Romeins castellum te Oudenburg. In: Archaeologia Belgica 206, Conspectus MCMLXXVII (1978), S. 73–76.
- Recherches récentes sur le limes en Gaule Belgique. In: BAR. International Series 71 (1980), S. 423–470.
- De Romeinse legerbasis te Oudenburg. In: Hugo Thoen (Hrsg.): De Romeinen langs de Vlaamse kust. Gemeentekrediet van België, Brüssel 1987, S. 81–90.
- Oudenburg. Romeinse legerbasis aan de Noordzeekust. Archaeologicum Belgii Speculum IV, Brussel 1987.
- Comunità indigene e problemi della romanizzazione nell'Italia centro-meridionale (IV° – III° sec. av. c.). Institut Historique Belge de Rome, Brüssel 1991.
- mit Claire de Ruyt und Giuliano Volpe: Herdonia. Scoperta di una città. Institut historique belge de Rome, Brüssel 1995.
- mit Giuliano Volpe: Herdonia. Un itinerario storico-archeologico. Edipuglia, Bari 1999.
- mit Marc Lodewijckx: Belgian archaeology in a European setting. Leuven University Press, Leuven 2001.